# Eurosia von Jaca

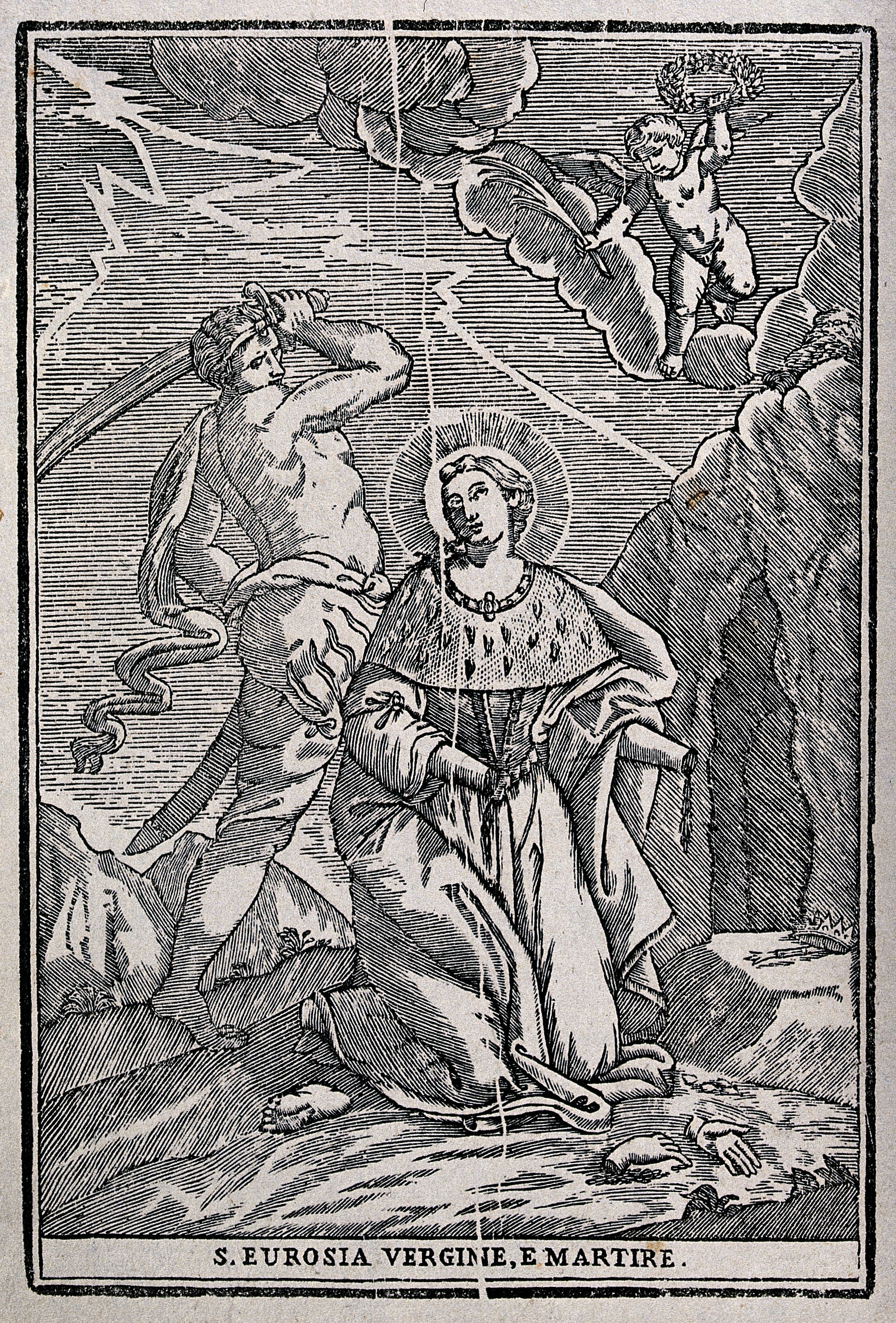
Verstümmelung und Enthauptung Eurosias

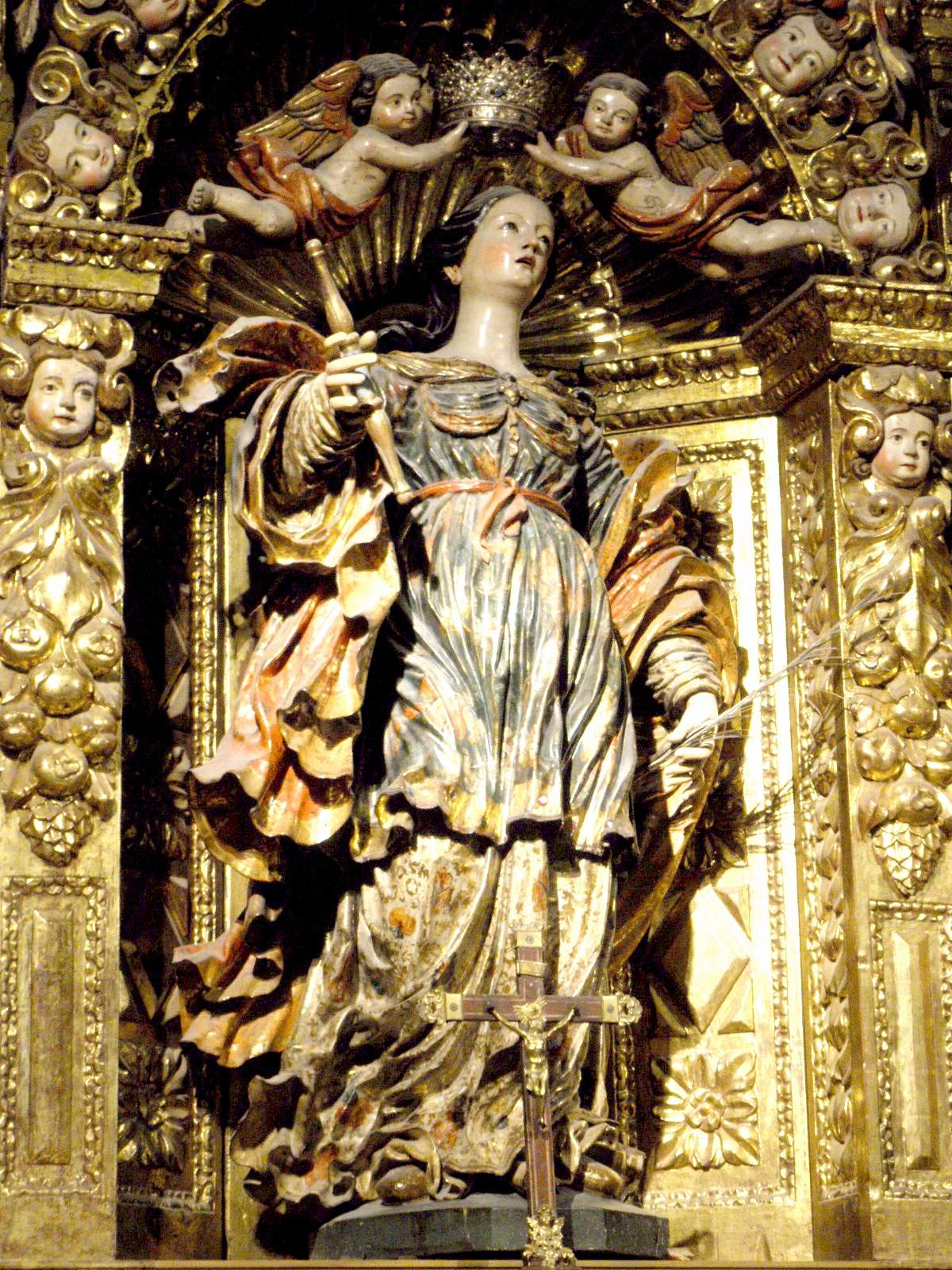
Hl. Orosia in der Kathedrale von Jaca

Eurosia von Jaca oder Orosia von Jaca ist eine – wohl überwiegend legendäre – jugendliche Heilige des 8. oder 9. Jahrhunderts aus der Stadt Jaca im Norden der Iberischen Halbinsel. Ihr Gedenktag ist der 25. Juni.

## Vita / Legende
Gemäß der spanischen Version ihrer Legende war sie im Alter von 16 Jahren einem Mauren als Frau versprochen worden. Sie lehnte die Heirat mit einem Muslim jedoch ab und versteckte sich in einer Höhle bei Yebra de Basa. Durch den Rauch des Feuers verraten, wurde sie von den Häschern gefoltert und getötet.
Einer anderen Überlieferung zufolge war sie die Tochter des böhmischen Fürsten Dobroslav; sie wurde aber schon früh Waise und deshalb von Ludmilla, der Frau seines Nachfolgers, christlich erzogen. Eines Tages wurde Method von Mähren vom Papst aufgefordert, eine Frau für den Sohn des christlichen Königs von Pamplona zu finden, der eine wichtige Rolle im Kampf gegen die Mauren in der Zeit der Reconquista spielte. Um das Jahr 880 wurde Dobroslava („die Beredte“) deshalb nach Spanien gebracht, wo ihr Name bedeutungstreu übersetzt wurde. Sie beabsichtigte ihren zukünftigen Mann in Jaca zu treffen, das jedoch zu dieser Zeit umkämpft war. Eurosia fiel in die Hände des maurischen Heerführers Aben Lupo, der sie nunmehr selbst zur Frau begehrte. Eurosia entkam und floh in die Berge, aber sie wurde verfolgt und ergriffen, obwohl auf ihr Gebet hin ein Gewitter aufzog und ein Blitz bei den Häschern einschlug. Ihr wurden daraufhin die Gliedmaßen und schließlich auch der Kopf abgetrennt, woraufhin ein heftiger Sturm die Peiniger heimsuchte.

## Auffindung der Gebeine
Im 11. Jahrhundert entdeckte ein Schäfer Eurosias Gebeine. Sancho Ramírez, der in Jaca residierende König von Aragón, ließ die Reliquien in seine Hauptstadt bringen und förderte damit die Verlagerung des Pilgerweges nach Santiago de Compostela, der bislang auf einer alten Römerstraße weiter nördlich verlief. Für die Stadt Jaca bedeutete dies einen enormen wirtschaftlichen Aufschwung.

## Verehrung
Orosia wird seit Jahrhunderten hauptsächlich in der Umgebung von Jaca und in Böhmen verehrt. Im Jahr 1902 wurde ihre Verehrung von Papst Leo XIII. bestätigt. Sie gilt als Schutzpatronin der Stadt Jaca, gegen Gewitter und Sturm sowie gegen Kopfschmerzen, Geisteskrankheiten und Besessenheit. Letzteren wurde die Teilnahme an den ihr zu Ehren abgehaltenen Prozessionen (romerías) im Jahr 1947 vom zuständigen Bischof untersagt.

## Darstellung
Mittelalterliche Darstellungen sind unbekannt. In neuzeitlichen Bildnissen wird sie als junge Frau mit einem Palmzweig oder aber einem Schwert (als Marterwerkzeug) in Händen dargestellt.